# Brian Rodríguez
Paul Brian Rodríguez Bravo (sinh ngày 20 tháng 5 năm 2000) là một cầu thủ bóng đá người Uruguay hiện đang thi đấu ở vị trí tiền vệ chạy cánh cho câu lạc bộ Liga MX América và Đội tuyển bóng đá quốc gia Uruguay.

## Thống kê sự nghiệp

### Câu lạc bộ
Tính đến 8 tháng 11 năm 2021
| Câu lạc bộ          | Mùa giải            | Giải đấu            | Giải đấu | Giải đấu | Cúp quốc gia | Cúp quốc gia | Châu lục | Châu lục | Khác | Khác | Tổng cộng | Tổng cộng |
| Câu lạc bộ          | Mùa giải            | Hạng                | Trận     | Bàn      | Trận         | Bàn          | Trận     | Bàn      | Trận | Bàn  | Trận      | Bàn       |
| ------------------- | ------------------- | ------------------- | -------- | -------- | ------------ | ------------ | -------- | -------- | ---- | ---- | --------- | --------- |
| Peñarol             | 2018                | Primera División    | 6        | 1        | —            | —            | 0        | 0        | —    | —    | 6         | 1         |
| Peñarol             | 2019                | Primera División    | 12       | 2        | —            | —            | 8        | 0        | —    | —    | 20        | 2         |
| Peñarol             | Tổng cộng           | Tổng cộng           | 18       | 3        | 0            | 0            | 8        | 0        | 0    | 0    | 26        | 3         |
| Los Angeles FC      | 2019                | MLS                 | 7        | 0        | 0            | 0            | —        | —        | 2    | 0    | 9         | 0         |
| Los Angeles FC      | 2020                | MLS                 | 19       | 2        | 0            | 0            | 2        | 0        | 2    | 1    | 25        | 3         |
| Los Angeles FC      | 2021                | MLS                 | 15       | 4        | 0            | 0            | —        | —        | —    | —    | 15        | 4         |
| Los Angeles FC      | Tổng cộng           | Tổng cộng           | 41       | 6        | 0            | 0            | 4        | 0        | 4    | 1    | 49        | 7         |
| Club América        | 2022–23             | Liga MX             | 16       | 0        | 0            | 0            | —        | —        | —    | —    | 16        | 0         |
| Tổng cộng sự nghiệp | Tổng cộng sự nghiệp | Tổng cộng sự nghiệp | 75       | 9        | 0            | 0            | 12       | 0        | 4    | 1    | 91        | 10        |

### Quốc tế
Tính đến 13 tháng 7 năm 2024
| Uruguay   | Uruguay | Uruguay |
| Năm       | Trận    | Bàn     |
| --------- | ------- | ------- |
| 2019      | 6       | 3       |
| 2020      | 3       | 0       |
| 2021      | 8       | 0       |
| 2023      | 4       | 1       |
| 2024      | 4       | 0       |
| Tổng cộng | 24      | 4       |

### Bàn thắng quốc tế
Bàn thắng và kết quả của Uruguay được để trước.
| #  | Ngày                 | Địa điểm                                     | Đối thủ   | Bàn thắng | Kết quả | Giải đấu |
| -- | -------------------- | -------------------------------------------- | --------- | --------- | ------- | -------- |
| 1. | 10 tháng 9 năm 2019  | Sân vận động Busch, St. Louis, Hoa Kỳ        | Hoa Kỳ    | 1–0       | 1–1     | Giao hữu |
| 2. | 11 tháng 10 năm 2019 | Sân vận động Centenario, Montevideo, Uruguay | Perú      | 1–0       | 1–0     | Giao hữu |
| 3. | 15 tháng 11 năm 2019 | Puskás Aréna, Budapest, Hungary              | Hungary   | 2–0       | 2–1     | Giao hữu |
| 4. | 14 tháng 6 năm 2023  | Sân vận động Centenario, Montevideo, Uruguay | Nicaragua | 3–0       | 4–1     | Giao hữu |